# 28 veckor senare
28 veckor senare (originaltitel: 28 Weeks Later), är en brittisk sci-fi/skräckfilm/zombiefilm från 2007, regisserad av Juan Carlos Fresnadillo. Filmen är en uppföljare till 28 dagar senare från 2002, men har inget med karaktärerna från den första filmen att göra. Den hade svensk premiär 2007.

## Handling
Ett mystiskt virus har ödelagt England. De som inte smittats har evakuerats och hela landet ligger nu tomt. Ingen bor där längre. Allt är dött.
Amerikanarna har räknat ut att viruset även det har försvunnit och planerar att återpopulera Storbritannien. Men viruset är inte utrotat än, utan har muterats och blivit ännu farligare.

## Rollista
- Robert Carlyle - Don Harris
- Jeremy Renner - Doyle
- Rose Byrne - Major Scarlet Ross
- Idris Elba - Brigadgeneral Stone
- Catherine McCormack - Alice Harris
- Harold Perrineau - Flynn
- Imogen Poots - Tammy Harris
- Mackintosh Muggleton - Andy Harris
- Shahid Ahmed - Jacob
- Emily Beecham - Karen
- Garfield Morgan - Geoff
- Amanda Walker - Sally